# Avenida Larco (álbum)
Avenida Larco es el primer álbum de Frágil. Fue editado en 1981 por la compañía discográfica peruana Delta Discos S.A. En 1981, la canción «Avenida Larco» tuvo un videoclip que sería el primero en ser grabado en el Perú. Es considerado uno de los discos más importantes de la historia del rock peruano.

## Lista de canciones
Todas las letras escritas por Andrés Dulude, excepto donde se indique.
| Cara A |                                                          |                  |          |  |
| N.º    | Título                                                   | Música           | Duración |  |
| 1.     | «Obertura» (Instrumental)                                | Octavio Castillo | 4:28     |  |
| 2.     | «Av. Larco»                                              | César Bustamente | 3:47     |  |
| 3.     | «Mundo Raro»                                             | Andrés Dulude    | 4:53     |  |
| 4.     | «Pastas, Pepas y Otros Postres»                          | Andrés Dulude    | 3:28     |  |
| 5.     | «Esto Es Iluminación» (Andrés Dulude y Octavio Castillo) | César Bustamente | 3:09     |  |

| Cara B |                          |                                     |          |  |
| N.º    | Título                   | Música                              | Duración |  |
| 6.     | «Floral»                 | Andrés Dulude                       | 5:21     |  |
| 7.     | «Hombres Solos (Caimán)» | Andrés Dulude                       | 2:49     |  |
| 8.     | «Oda al Tulipán»         | Frágil                              | 5:11     |  |
| 9.     | «Lizzy» (Instrumental)   | Octavio Castillo                    | 2:56     |  |
| 10.    | «Le Dicen Rock»          | César Bustamente y Octavio Castillo | 3:22     |  |